# 陳按
陳按（1431年—？），字朝舉，福建興化府莆田縣人，明朝政治人物。進士出身。

## 生平
福建鄉試第七十七名。天順八年（1464年）甲申科會試第二百二十四名，殿試登進士第三甲第三十九名。

## 家族
曾祖父陳寧宗。祖父陳德昌。父亲陳建欣。